# Bains arabes de Saint-Pierre
Les bains arabes de Saint-Pierre se trouvent dans le quartier de Saint Pierre, dans la zone de la Axerquía de la ville de Cordoue en Espagne. Ils sont déclarés Bien d'Intérêt Culturel le 4 juin 1931.

## Histoire
Ces bains islamiques sont probablement bâtis pendant le règne d'Al-Mansour, vizir du Xe siècle durant le califat de Cordoue. Les estimations contemporaines évaluent à 500 les bains arabes dans la ville,une présence relativement  importante en raison des ablutions qui étaient réalisées à l'intérieur de ces bains très présents dans la culture islamique. Les chapiteaux des colonnes sont un marqueur de l'origine califale de cet espace. Ils étaient placés dans le quartier « Axerquía » (Al-Sarquiyya : zone Est), un faubourg oriental de la medina rendu nécessaire par le nombre d'habitants.
Les bains continuent à être utilisés dans les siècles suivants la reconquête chrétienne de la ville en 1236 par Ferdinand III. Le monarque castillan Alphonse X transfère la propriété des bains à une certaine dame Illana, dont héritent ses fils, qui les cèdent au Diocèse de Cordoue. Le Conseil municipal s'en occupe pendant les siècles suivants, souvent pour la provision d'eau douce. Il existait alors deux entrées, celle de la place de la Paja (disparue) et le seul accès restant depuis la rue Carlos Rubio, aux numéros 8 et 10. La rue étaient auparavant connue sous le nom de  « rue haute du bain » ou « rue du Bain Haut ». En 1524, la chaudière des bains fut démontée pour être déplacée aux bains arabes de Sainte María, à côté de la Mosquée-cathédrale, ils ne furent plus utilisés et tombèrent à l'abandon.
Bien qu'on connut son existence de longue date, les premières études scientifiques datent de 1962. La Junte d'Andalousie les achete en 1992, alors qu'ils sont en ruine et proècede à des travaux d'urgence pour éviter leur destruction. Fin 2018 la Junte de l'Andalousie explique son intention de récupérer ces bains et ceux de la Pescadería. En juin 2020, sont signés les premiers accords en vue d'une potentielle restauration ainsi que d'une transformation en musée.

## Description
Les bains de Saint-Pierre sont organisés autour d'une petite cour voûtée, probablement la salle froide (frigidarium). Les salles chaudes (caldarium) et tempérées (tepidarium) sont conservées. La verrière des tours et la citerne souterraine d'origine sont toujours en place.